# Stora Bondtjärnen, Värmland
Stora Bondtjärnen är en sjö i Hagfors kommun i Värmland och ingår i Göta älvs huvudavrinningsområde.